# ريجيستر (جورجيا)
ريجيستر (بالإنجليزية: Register, Georgia)‏ هي بلدة تقع في مقاطعة بولوك، جورجيا بولاية جورجيا في الولايات المتحدة. تبلغ مساحتها 2 (كم²)، وترتفع عن سطح البحر 59 م، بلغ عدد سكانها 175 نسمة في عام 2010 حسب إحصاء مكتب تعداد الولايات المتحدة وتصل الكثافة السكانية فيها 87.3 نسمة/كم2.

## وصلات خارجية
- The US50 - Cities and Towns in Georgia State
- Georgia Cities and Towns, Facts, Map, Flag, Colleges, Government, and More